# Буратино (театр, Магнитогорск)
Магнитогорский театр куклы и актёра «Буратино» — магнитогорский театр, один из известнейших кукольных театров России.

## История театра
В январе 1972 исполком Магнитогорского горсовета принял решение о создании в городе театра кукол. Первым директором театра была Т. А. Либерман. Главным режиссёром и главным художником нового театра стали Виктор Шрайман и Марк Борнштейн.
Первым поставленным спектаклем стали «Необыкновенные приключения Буратино и его друзей», премьера которого состоялась 7 февраля 1973 года — этот день театр считает днём своего рождения. Сразу после появления на свет театру было передано небольшое здание по проспекту К. Маркса, и 2 апреля 1973 состоялся его переезд.
Уже в первые годы своего существования театр стал популярным благодаря таким спектаклям, как «Сэмбо», «Айболит против Бармалея», «Три мушкетера», «Маугли», поставленным под руководством Виктора Шраймана.
Главным спектаклем второго десятилетия театра стал «Дом, который построил Свифт» с уникальной сценографией М. Борнштейна. В золотой фонд театра также вошли и другие спектакли — «Винни-Пух и все-все-все…», мюзикл «Человек из Ламанчи», «Дракон», «Аленушка и солдат», «Вишневый сад», «Слон», «Гамлет».
В феврале 1999 театр переехал в новое помещение на улице Б. Ручьёва и получил новый зрительный зал на 210 мест.

### Некоторые постановки прошлых лет
- 1973 — «Необыкновенные приключения Буратино и его друзей» (автор пьесы и режиссёр В. Шрайман)
- 1973 — «Сэмбо» Ю. Елисеева (реж. В. Шрайман)
- 1975 — «Айболит против Бармалея» Р. Быкова и В. Коростылёва (реж. В. Шрайман)
- 1975 — «В открытом море» С. Мрожека (реж. В. Шрайман)
- 1976 — «Три мушкетёра» М. Л. Рехельса, А. Дюма (реж. В. Шрайман)
- 1976 — «Маугли» Р. Киплинга (автор пьесы и режиссёр В. Шрайман)
- 1976 — «Вишнёвый сад» А. Чехова (худ. рук. постановки, В. Шрайман, реж. М. Скоморохов)
- 1977 — «Винни-Пух и все-все-все» А. Милна (реж. В. Шрайман)
- 1977 — «Мальчиш-Кибальчиш» А. Гайдар (автор пьесы и реж. В. Шрайман)
- 1979 — «Слон» А. Копкова реж. М. Скоморохов)
- 1979 — мюзикл «Человек из Ламанчи» Д. Дэриона и Д. Вассермана (реж. В. Шрайман)
- 1979 — «Дракон» Е. Шварца (реж. В. Шрайман)
- 1980 — «Варшавская мелодия» Л. Зорина (реж. В. Шрайман)
- 1981 — «Алёнушка и солдат» В. Лифшица и И. Кичановой (реж. В. Шрайман)
- 1981 — «Гамлет» У. Шекспира (реж. М. Борнштейн)
- 1982 — «Следствие по делу Вилли Старка» Р. Уоррена (реж. В. Шрайман)
- 1984 — Смерть Тарелкина (А. Сухово-Кобылин)(реж. В.Шрайман).
- 1985 — «Дом, который построил Свифт» Г. Горина (реж. В. Шрайман)
- 1988 — Тот самый Мюнхгаузен Г. Горина (реж. В. Шрайман)
- 1990 — Сын Человеческий (по мотивам Евангелия от Луки и ершалаимских глав «Мастера и Маргариты» М. Булгакова) ((реж. В.Шрайман).
- 1995 — «Вишнёвый сад» А. Чехова (реж. И. Ларин)
- 1996 — мимический балет «Рататуй» на музыку А. Шнитке (реж. И. Ларин)
- 1996 — «Преступление и наказание» Ф. Достоевского (реж. И. Ларин)
- 1996 — «Лес» А. Островского (реж. И. Ларин)
- 1997 — «Полонез Огинского» (Н. Коляды) (реж. В. Шрайман)
- 1998 — «Что случилось в зоопарке?» Э. Олби (реж. В. Шрайман)
- 1999 — «В гостях у Чехонте» (по пьесам А. Чехова «Юбилей» и «Свадьба», реж. В. Шрайман)
- 2000 — «Фанфан-Тюльпан» К. Жака (реж. И. Ларин)

### Награды
- 1975 — III Международный конкурс артистов-солистов театров кукол в Белостоке (Польша). Лауреаты фестиваля — Е. Терлецкий, Л. Клюкина.
- 1979 — лауреат VIII Международного фестиваля театров кукол в г. Бельско–Бяла (Польша)
- 1982 — лауреат IV Международного фестиваля театров кукол в Шарлевиль-Мезьере (Франция)
- 1985 — Е. Терлецкий получает приз за лучшую актерскую работу в спектакле «Дом, который построил Свифт» на V фестивале театров кукол Урала в Оренбурге
- 1986 — выступление в московском Театре на Таганке на вечере памяти А. Эфроса
- 1988 — на конгрессе УНИМА (Международная ассоциация деятелей театров кукол) в Японии главный режиссёр театра В. Шрайман избран членом правления Международного Совета УНИМА
- 1989 — В Москве на фестивале польской драматургии в СССР спектакль «В открытом море» получает дипломы за лучшую режиссуру, за оригинальное прочтение пьесы (В. Шрайман), а актёр И. Грач — диплом за лучшую мужскую роль
- 1997 — На I Международном фестивале «Югорская театральная весна» в Сургуте спектакль «Вишневый сад» (реж. И. Ларин) получает дипломы за оригинальное режиссёрское решение классической драмы и за лучшую мужскую роль (А. Анкудинов).
- 1998 — На Всероссийском фестивале театров кукол в Екатеринбурге Л. Клюкина получает диплом за лучшую женскую роль в спектакле «Медея». Спектакль «Что случилось в зоопарке?» (реж. В. Шрайман) получает 3 диплома: за лучший спектакль фестиваля, зв лучший актёрский ансамбль, за лучшую работу художника (А. Гумаров).
- 2000 — спектакль «Лес» (постановка И. Ларина) признан лауреатом фестиваля «Русская классика», г. Лобня.
- 2003 — спектакль «Тайна острова Баррамапутту» (реж. Панкратов В.) назван лучшим кукольным спектаклем для детей Челябинского областного фестиваля «Сцена 2003». И. Грач и О. Лазарева удостоены приза за лучший дуэт

## Труппа театра
главный режиссёр театра Сергей Ягодкин
- Александр Анкудинов
- Татьяна Акулова
- Ринат Альмухаметов
- Ирина Барановская
- Зинаида Бондаревская
- Татьяна Буравова
- Кирилл Боровинский
- Анна Зверева
- Людмила Кривенко
- Сергей Меледин
- Евгения Никитина
- Дмитрий Никифоров
- Роман Табиев
- Александра Ягодкина